# Luiza Noskova
Luiza Nikoláyevna Noskova –en ruso, Луиза Николаевна Носкова– (nacida como Luiza Cherepanova, Labytnangui, 7 de julio de 1968) es una deportista rusa que compitió en biatlón.
Participó en los Juegos Olímpicos de Lillehammer 1994, obteniendo una medalla de oro en la prueba por relevos. Ganó una medalla de oro en el Campeonato Mundial de Biatlón de 1989, en la prueba por equipo.

## Palmarés internacional
| Representando a la URSS |                       |                |         |
| Campeonato Mundial      |                       |                |         |
| Año                     | Lugar                 | Medalla        | Prueba  |
| 1989                    | Feistritz (Austria)   | Medalla de oro | Equipo  |
| Representando a Rusia   |                       |                |         |
| Juegos Olímpicos        |                       |                |         |
| Año                     | Lugar                 | Medalla        | Prueba  |
| 1994                    | Lillehammer (Noruega) | Medalla de oro | Relevos |